# 比米什博物館
比米什博物館（Beamish, the North of England Open Air Museum）是位於英格蘭達勒姆郡比米什的一座露天博物館，主要展示東北英格蘭地區城市和農村的日常生活。比米什博物館開業於1970年。

## 外部連結
- Beamish official website （页面存档备份，存于）
- Beamish Collections Online （页面存档备份，存于）
- Friends of Beamish Museum （页面存档备份，存于）
- Beamish Transport Blog Archive.today的存檔，存档日期2012-11-27
- Strolling Guides: Beamish Open Air Museum （页面存档备份，存于）
- Photographs of Beamish Museum on Flickr （页面存档备份，存于）
- Photographs of Beamish Museum by Brian Pears
- Beamish Museum (description) （页面存档备份，存于）

54°52′55″N 1°39′30″W / 54.88194°N 1.65833°W